# Mario J. Molina
Pour les articles homonymes, voir Molina.
Mario José Molina-Pasquel Henríquez, dit Mario José Molina, né le 19 mars 1943 à Mexico et mort le 7 octobre 2020 dans la même ville, est un chimiste mexicain.
Paul Josef Crutzen, Frank Sherwood Rowland et lui obtinrent en 1995 le prix Nobel de chimie « pour leurs travaux sur la chimie de l'atmosphère, particulièrement en ce qui concerne la formation et la décomposition de l'ozone ».

## Biographie
Mario J. Molina est né au Mexique, fils de Roberto Molina Pasquel, un avocat, et de Leonor Henriquez de Molina.

Mario Molina est considéré avec Andrés Manuel del Río (découvreur du vanadium) et Luis E. Miramontes (inventeur de la pilule contraceptive), comme l'un des trois plus importants chimistes mexicains. Lorsqu'il dénonce publiquement (dès 1974) la destruction de la couche d'ozone par les gaz propulseurs des aérosols CFC, il fut accusé d'être un agent soviétique qui voulait détruire l'industrie américaine.
Cependant, assez largement confirmés par d'autres scientifiques, ses travaux ont finalement été acceptés et ont mené à la Convention de Vienne sur la protection de la couche d'ozone adoptée le 22 mars 1985, puis au plus contraignant protocole de Montréal du 16 septembre 1987.
En 2002, Molina reçoit un Honoris Causa Degree de la part de l'Université des Amériques, à Puebla.
Jusqu'en 2005, il était professeur au département des sciences de la Terre, de l'atmosphère et des planètes au MIT.
Prix Nobel de chimie en 1995, il meurt le 7 octobre 2020, à l'âge de 77 ans des suites d'un infarctus aigu du myocarde, à Mexico. Comme un hommage du hasard à cet illustre chimiste mexicain, le prix Nobel de chimie de 2020 est décerné ce jour-là. Il est incinéré.
Le 19 mars 2023, un Google Doodle lui est consacré.

## Publications
- (en) M. J. Molina et F. S. Rowland, « Stratospheric Sink for Chlorofluoromethanes : Chlorine Atom-Catalysed Destruction of Ozone », Nature, vol. 249,‎ 28 juin 1974, p. 810-812

## Récompenses et distinctions
- 1998 : Willard Gibbs Award
- 1995 : prix Nobel de chimie